# 養田正造

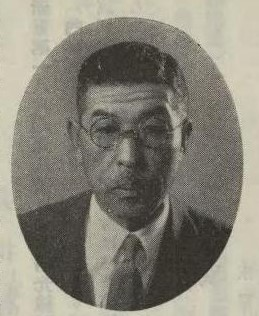
養田正造

養田 正造（1884年（明治17年） - 没年不明）は、日本の発明家。
愛知県立医学専門学校を中途退学し、横須賀海軍工廠書記などを経て、1921年（大正10年）に株式会社不動貯金銀行神戸支店に入社し1931年（昭和6年）6月に同行の大阪南支店調査係に任命された。1934年（昭和9年）に辞して眼鏡商を開業した。

## 実用新案
- 実用新案第199692号 遠近両用眼鏡